# Авиакатастрофа над базой Туле
Авиакатастрофа над базой Туле — авиационная катастрофа, произошедшая 21 января 1968 года, когда после возникновения пожара на борту стратегического бомбардировщика B-52 экипаж был вынужден экстренно покинуть самолёт над базой ВВС США Туле в Гренландии, и неуправляемая машина потерпела крушение вблизи от базы. Бомбардировщик выполнял боевое патрулирование в рамках операции «Хромированный купол» и нёс четыре термоядерные бомбы B28FI. В результате падения самолёта, оставленного экипажем, термоядерные боеприпасы разрушились, вызвав радиационное заражение местности. В марте 2009 года журнал «Time» включил инцидент в список наиболее серьёзных ядерных катастроф.
В 1995 году часть документов, связанных с катастрофой, была рассекречена, в результате чего она стала достоянием гласности. Это вызвало политический кризис в Дании, так как полёты американских бомбардировщиков в воздушном пространстве Гренландии нарушали официально провозглашённый безъядерный статус страны. Впоследствии в прессе появлялись основанные на рассекреченных документах сообщения о том, что в ходе поисковых работ были обнаружены обломки только трёх из четырёх бомб, находившихся на борту, а судьба четвёртой остаётся неизвестной.

## Полётное задание
С 1961 года Стратегическое командование ВВС США проводило операцию «Хромированный купол», заключавшуюся в постоянном боевом патрулировании в воздухе, которое проводилось стратегическими бомбардировщиками с термоядерным оружием на борту, в готовности нанести удар по целям на территории СССР. С конца 1961 года в рамках операции стали выполняться задания под кодовым названием «Хард Хэд» (англ. Hard Head) по постоянному визуальному наблюдению за радиолокационной станцией на авиабазе Туле, служившей ключевым компонентом системы раннего предупреждения о ракетном нападении BMEWS. Целью «Хард Хэд» было получение оперативной оценки ситуации в случае нарушения связи со станцией, позволявшее определить, не было ли такое нарушение результатом нападения со стороны СССР. Самолёты, действовавшие в рамках этого задания, также несли термоядерные бомбы.
После авиакатастрофы над Паломаресом в январе 1966 года операция «Хромированный купол» была значительно сокращена. С 1967 года единственным заданием, которое продолжало выполняться, было наблюдение за базой Туле.

## Катастрофа

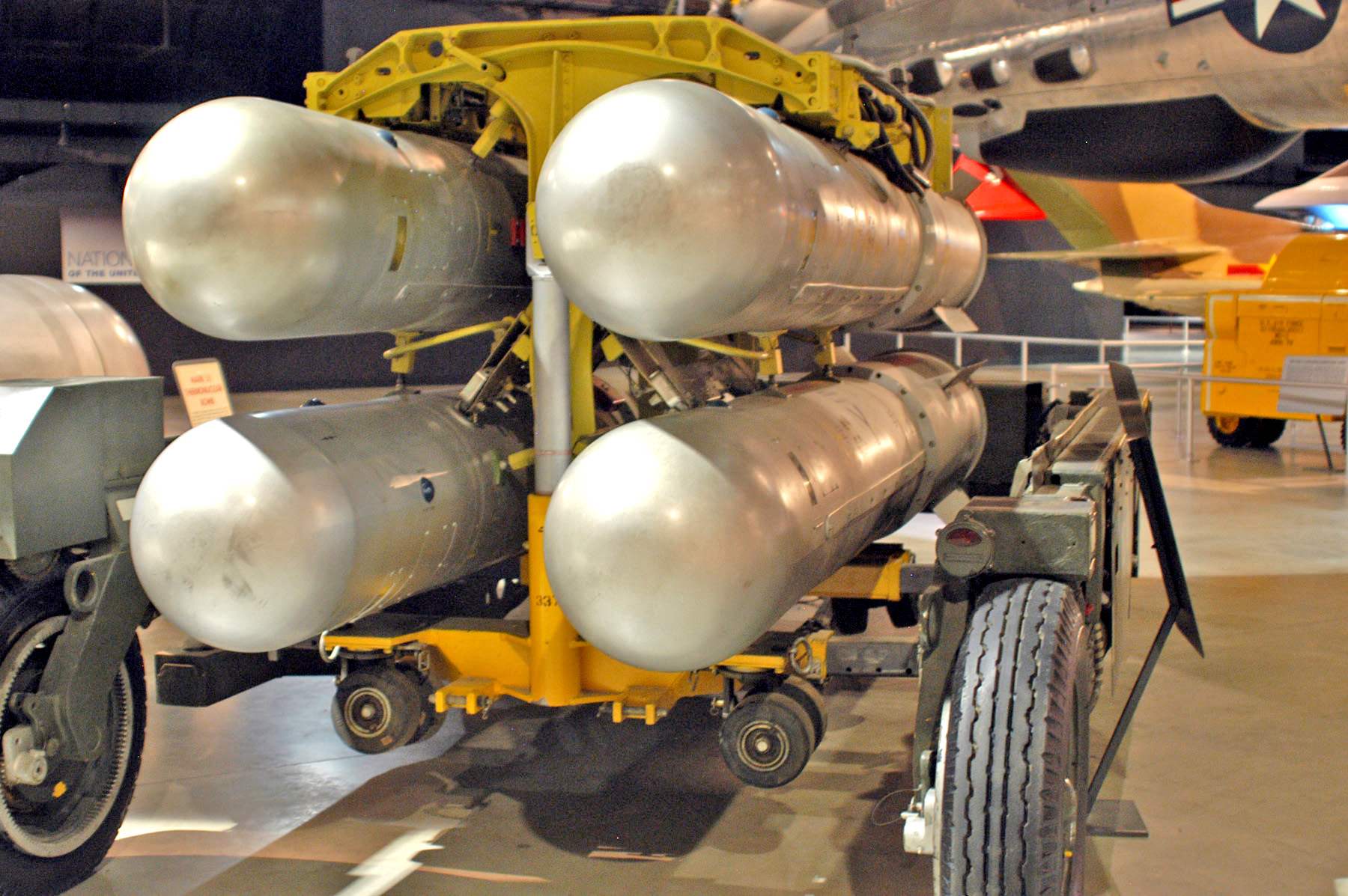
Комплект из четырёх термоядерных бомб B28

Утром 21 января 1968 года в 9:29 EST с авиабазы Платтсбург, расположенной в городе Платтсбург (штат Нью-Йорк), на очередное патрулирование по плану «Хард Хэд» вылетел бомбардировщик B-52G, бортовой номер 58-0188, принадлежавший 528-й эскадрилье 380-го бомбардировочного крыла стратегической авиации США. Командиром корабля был капитан Джон Хог. На борту, помимо пяти штатных членов экипажа, находились сменный штурман капитан Крис Кёртис и запасной (третий) пилот майор Альфред д’Амарио.
Третий пилот при взлёте занимал место штурмана-инструктора в кормовой части нижней палубы. Расследование инцидента, проведённое ВВС США, установило, что перед вылетом д’Амарио положил на вентиляционное отверстие системы отопления, под сиденьем, три поролоновые, обтянутые тканью подушки, а вскоре после вылета — ещё одну. Полёт проходил без происшествий, за исключением дозаправки в воздухе от танкера KC-135, которую пришлось произвести вручную в связи с неполадками автопилота.
Примерно через час после заправки командир приказал второму пилоту, капитану Леонарду Свитенко, смениться для отдыха, а майору д’Амарио занять его место. Поскольку в кабине было холодно, д’Амарио открыл клапан забора воздуха из воздушного тракта двигателя в систему отопления. Из-за технической неисправности горячий воздух от двигателя при поступлении в систему отопления практически не охлаждался, и вскоре в кабине стало очень жарко, а поролоновые подушки, сложенные под сиденьем, воспламенились. Запахло горящей резиной. Экипаж начал поиски источника запаха, и штурман, дважды осмотрев нижнюю палубу, обнаружил очаг возгорания. Попытки погасить пламя с помощью двух огнетушителей успехом не увенчались, и в 15:22, когда самолёт находился в 140 км от авиабазы Туле, капитан Хог передал сигнал бедствия и запросил разрешение на экстренную посадку. В течение пяти минут все огнетушители на борту были израсходованы, электроснабжение отключилось, а кабина заполнилась дымом до такой степени, что пилоты не могли различать показания приборов. Командир корабля, поняв, что посадить машину не удастся, в 15:37 приказал экипажу покинуть самолёт. Четыре члена экипажа катапультировались, как только д’Амарио подтвердил, что самолёт находится непосредственно над базой. За ними последовали пилоты — сам Хог и д’Амарио. Второй пилот Свитенко, оставшийся без катапультируемого кресла, попытался покинуть машину через нижний люк, но получил смертельную травму головы. Остальные члены экипажа, хотя и выжили, получили при катапультировании травмы различной степени тяжести.
Неуправляемый самолёт некоторое время летел в северном направлении, затем развернулся на 180° и в 15:39 EST рухнул на лёд залива Северной звезды примерно в 11 км от взлётно-посадочной полосы базы. Удар вызвал детонацию обычного взрывчатого вещества в запалах всех четырёх бомб, и, хотя ядерного взрыва не последовало, радиоактивные компоненты оказались разбросаны по большой площади. Воспламенившееся авиационное топливо проплавило лёд, и обломки крушения ушли на дно океана.
Хог и д’Амарио приземлились непосредственно на территории авиабазы с разницей в десять минут и немедленно проинформировали командира базы о том, что как минимум шестерым членам экипажа удалось катапультироваться, а также о том, что на борту потерпевшего крушение B-52 находились водородные бомбы. Спасателям удалось обнаружить остальных выживших членов экипажа. Дольше всего продолжался поиск капитана Кёртиса, который покинул самолёт первым и приземлился на расстоянии 9,7 км от базы. Он был найден только через 21 час и сильно пострадал от переохлаждения (температура воздуха достигала −31°), но сумел выжить, завернувшись в парашют.
Воздушная разведка места падения самолёта, произведённая практически немедленно, сумела обнаружить на льду только шесть двигателей, покрышку и мелкие обломки. Инцидент был отнесён к категории «Сломанная стрела» (англ. Broken Arrow), этот код обозначал происшествие с ядерным оружием, не создающее угрозу войны.

## Проект «Крестед Айс»

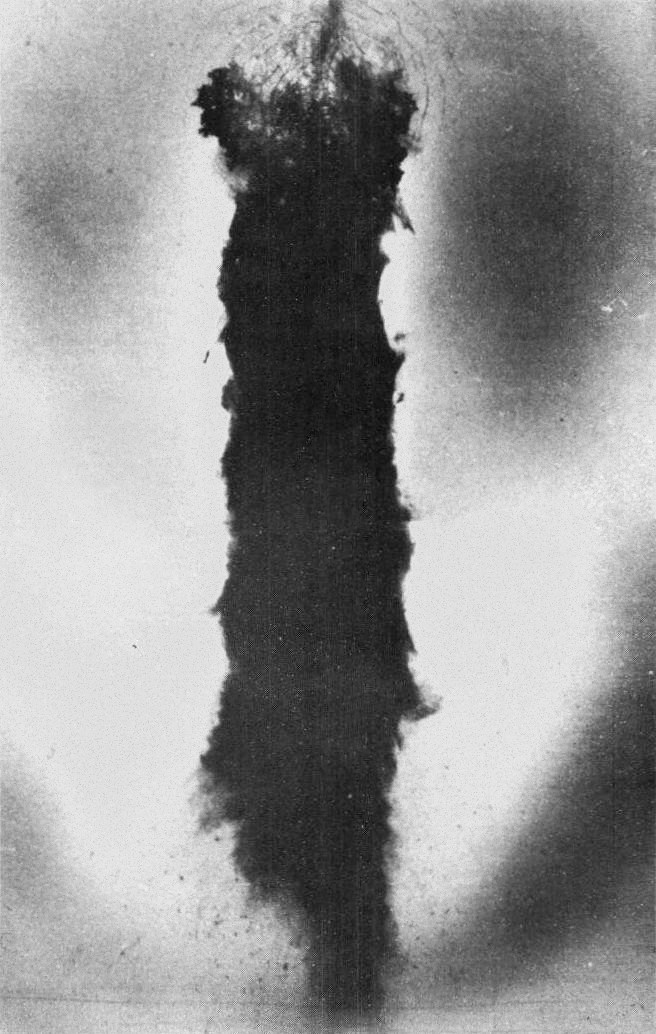
Аэрофотосъёмка места катастрофы. Чёрное пятно — лёд, потемневший из-за горящего топлива. Место падения — вверху

Взрывы и пожар уничтожили бо́льшую часть обломков, разбросанных по участку длиной примерно 4,8 и шириной 1,6 км. Части бомбового отсека были обнаружены в 3,2 км севернее места падения, свидетельствуя, что самолёт начал разрушаться ещё в воздухе. Лёд в месте падения был пробит, образовалась полынья диаметром около 50 м. Южнее точки падения горевшее авиатопливо оставило почерневшее пятно 670 на 120 м, эта зона была наиболее загрязнена разлившимся топливом JP-4 и заражена радиоактивными элементами, включая плутоний, уран, америций и тритий, концентрация плутония достигала 380 мг/м².
Точное количество плутония, использовавшегося в авиабомбах, по-прежнему засекречено, однако по современным оценкам взрывом было рассеяно около 7,5 кг.
Американские и датские службы немедленно приступили к работам по очистке и дезактивации местности. Проект получил официальное кодовое название «Крестед Айс» (англ. Crested Ice, «Хохлатый лёд»), и неофициальное — среди участников работ — «Доктор Фризлав». Целью проекта было окончание работ до наступления весенней оттепели, чтобы предотвратить радиоактивное заражение океана.
Руководителем операции был назначен генерал ВВС США Ричард Ханцикер (англ. Richard Overton Hunziker). В состав группы, осуществлявшей руководство работами по ликвидации последствий аварии, вошли также представители Комиссии по атомной энергии США, Ливерморской национальной лаборатории, различных служб ВВС США и компаний ядерной отрасли. Для обеспечения круглосуточного режима работы в непосредственной близости от места падения был создан «Лагерь Ханцикера», состоявший из жилых иглу, электростанции, центра связи и вертолётного порта. Для сообщения с авиабазой были проложены две ледяные дороги. Позднее были установлены несколько сборных домиков, трейлер с оборудованием для дезактивации и общественная уборная.
Для контроля за дезактивацией людей и техники 25 января была установлена «нулевая линия» — граница зоны заражения размером 1,6 × 4,8 км, внутри которой регистрировался альфа-распад. Операция проводилась в экстремальных погодных условиях, средняя температура воздуха была около −40 °C, периодически опускаясь до −60°, скорость ветра доходила до 40 м/с. В подобных условиях приборы, особенно работавшие от батарей, работали с перебоями, многие кустарно переделывались так, чтобы была возможность прятать батареи под одеждой. Поскольку авария произошла в период полярной ночи, работать приходилось при искусственном освещении, первый восход солнца состоялся лишь 14 февраля.

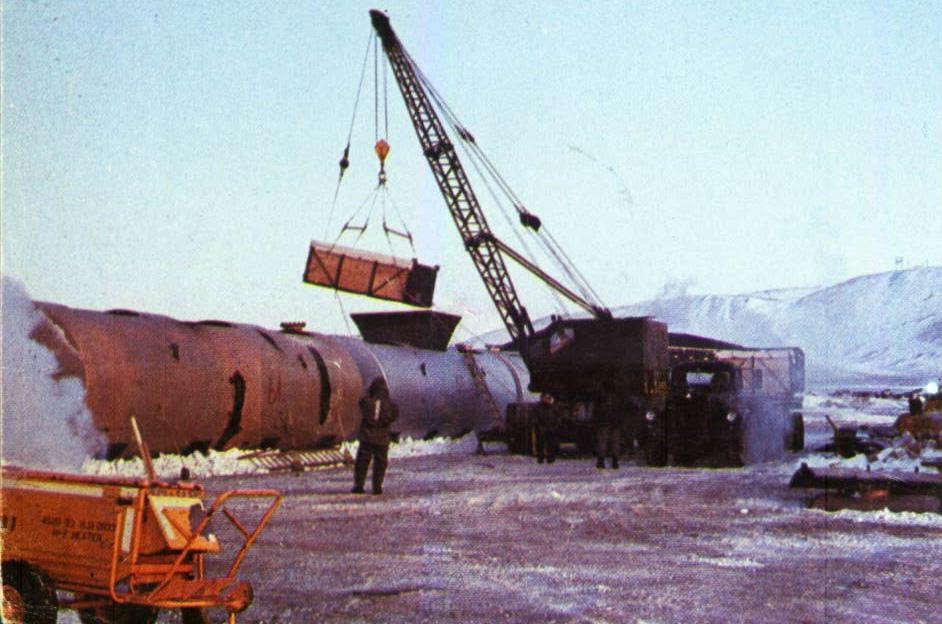
Погрузка заражённого льда в цистерны

При помощи грейдеров заражённые снег и лёд на месте аварии снимали на глубину примерно 5 см и доставляли на устроенную на берегу, неподалёку от авиабазы, площадку, получившую название «Ферма Цистерн» (англ. Tank Fafm). На ней радиоактивные отходы складировались в стальные цистерны, которые морем отправлялись в США. Обломки водородных бомб отправлялись для обследования на завод Пэнтекс в Техасе, останки самолёта — в Национальную лабораторию Оук-Ридж в Теннеси, а цистерны для захоронения — на ядерный могильник Саванна Ривер в Южной Каролине. Заражённые снег и лёд перевозились в США по настоянию датских представителей, американская сторона первоначально рассматривала варианты захоронения цистерн на дне непосредственно у побережья или растапливания и дезактивации снега с последующим сбросом очищенной воды в море. После окончания дезактивационных работ место было засыпано песком для ускорения таяния оставшегося снега и обнесено заграждением с предупреждающими надписями на английском и гренландском эскимосском языках.
ВВС контролировали уровень заражения воздуха с помощью проверок респираторов и проб воздуха, оценивался только уровень альфа-распада. На 335 из 9837 собранных респираторов был зарегистрирован альфа-распад, но в пределах допустимых норм, все заражённые респираторы принадлежали американским военнослужащим. Уровень заражения плутонием и тритием проверялся с помощью анализов мочи, бравшихся уже после возвращения личного состава из Туле, чтобы избежать загрязнения проб. Ни в одной из 756 взятых проб следов плутония обнаружено не было, следы трития были обнаружены в 29 образцах, но в незначительных, не представлявших угрозы для здоровья концентрациях. При помощи компьютерного моделирования, проведённого в 2001 году медслужбой ВВС США, максимальная возможная доза облучения, полученная ликвидаторами аварии, была оценена в 11,57 бэр.
Операция закончилась 13 сентября 1968 года, когда последняя цистерна была погружена на судно, идущее в США. В общей сложности было собрано 6700 м³ заражённых снега и льда, а также большое количество разнообразных контейнеров с обломками бомбардировщика, часть из которых также была заражена. К моменту окончания проекта в нём приняли участие 700 американских и 1700 датских специалистов, а также более 70 правительственных агентств США. Затраты на операцию оцениваются в 9,4 млн долларов (58,8 млн долларов в ценах 2010 года).

## Поиски бомб

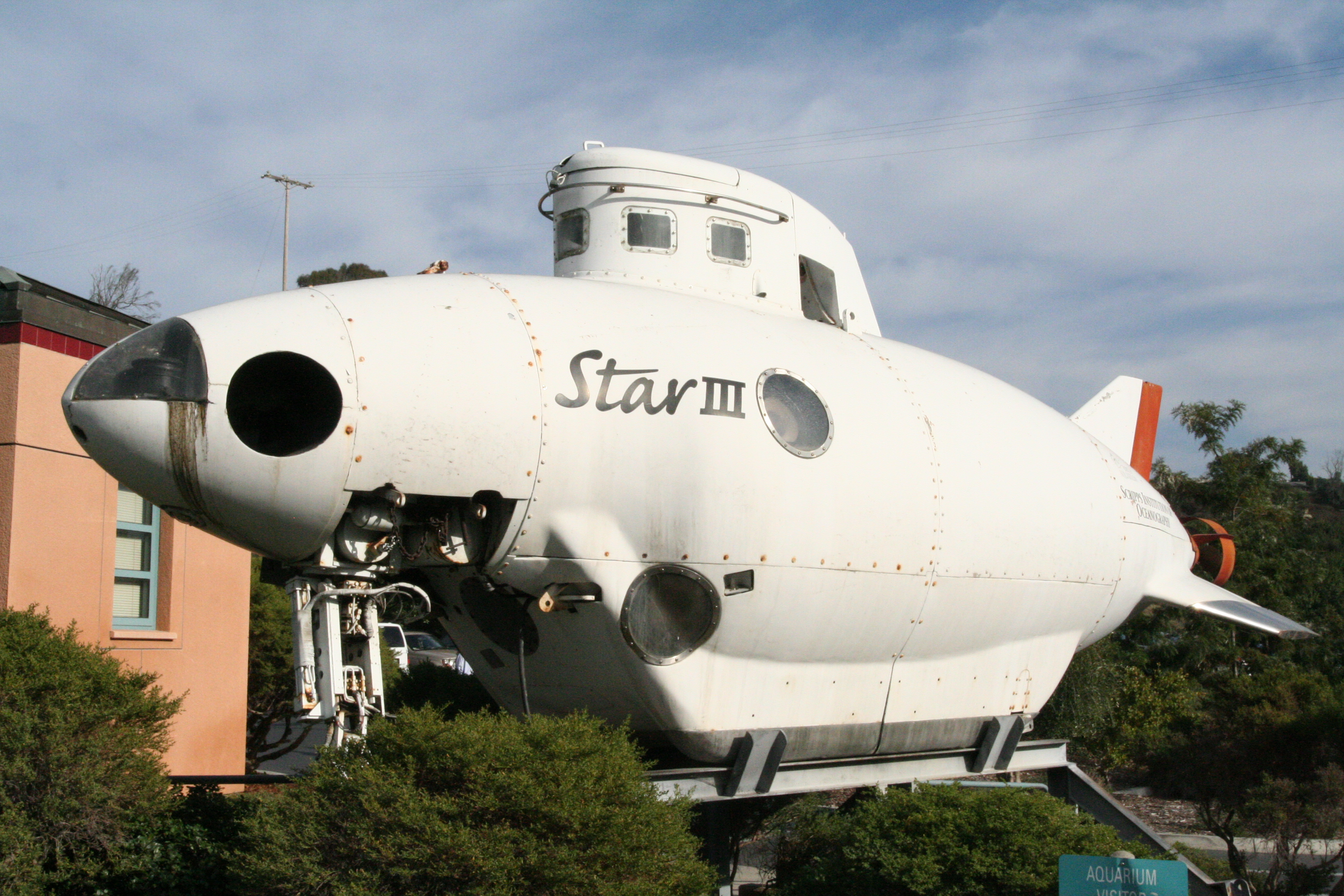
Подводный аппарат Star III

Помимо дезактивации местности, важнейшей задачей проекта «Крестед Айс» являлось обнаружение находившихся на борту потерпевшего катастрофу бомбардировщика термоядерных боеприпасов или их обломков. Штаб операции регулярно докладывал о ходе обнаружения и идентификации компонентов бомб.
В августе 1968 года был организован подводный поиск остатков водородных бомб при помощи обитаемого аппарата Стар III (англ. Star III). Настоящие цели операции были засекречены, инструкция предписывала в обсуждениях с датчанами упоминать об операции как об «исследовании океанского дна в месте падения». В соответствии с отчётом датского Института международных отношений, опубликованным в 2009 году, наиболее вероятной целью поиска был урановый сердечник второй ступени одной из бомб. Подводные работы были сопряжены со значительными техническими трудностями и были прерваны досрочно, не принеся существенных результатов. В документе Комиссии по атомной энергии, датированном сентябрём 1968 года, указывалось, что четвёртый сердечник предположительно находится в «куче массивных обломков, обнаруженной на дне». В результате наземных и подводных поисков были обнаружены одна практически целая урановая оболочка и обломки, в совокупности по массе соответствующие ещё двум, тритиевые резервуары всех бомб, парашютные укладки и некоторые второстепенные детали.

## Последствия

### Операция «Хромированный купол»
Операция «Хромированный купол» была значительно сокращена после катастрофы над Паломаресом и окончательно свёрнута после инцидента над Туле, поскольку затраты и риски, связанные с операцией, были заново оценены как неприемлемые. Немедленно после катастрофы министр обороны США Роберт Макнамара, выступавший за полное прекращение операции уже после Паломареса, запретил полёты с ядерным оружием на борту, в течение ещё некоторого времени наблюдательные полёты выполнялись невооружёнными бомбардировщиками, а в мае того же года были полностью прекращены. Межконтинентальные баллистические ракеты наземного и морского базирования стали для США основным средством обеспечения ядерного паритета.

### Политические последствия

#### Датско-американские отношения
Катастрофа вызвала серьёзный кризис в датско-американских отношениях, так как ещё в 1957 году Дания объявила всю территорию королевства безъядерной зоной, а авария бомбардировщика с ядерным оружием на борту вызвала волну подозрений в обществе и ряд запросов относительно соблюдения правительством взятых на себя обязательств. Уже 22 января посол США в Дании Катерина Уайт (англ.  Katherine White) в специальной телеграмме предупредила Государственный департамент o возможных негативных последствиях для отношений между двумя странами. Кризис усугублялся тем, что катастрофа произошла всего за четыре дня до назначенных парламентских выборов. Непосредственно после катастрофы премьер-министр Йенс Отто Краг и министр иностранных дел Ханс Табор выступили с заверениями, что американская сторона осведомлена о безъядерном статусе Дании, а самолёт с водородными бомбами не находился в воздушном пространстве Гренландии до инцидента, влетев в него лишь в связи с чрезвычайной ситуацией на борту. С точки зрения американской стороны сделанные заявления не соответствовали взаимным договорённостям и привели к ещё большему углублению кризиса и началу интенсивных четырёхмесячных переговоров, закончившихся подписанием нового соглашения о военном сотрудничестве.

#### «Тулегейт»
Документы времён холодной войны, рассекреченные в США в 1990-е годы, противоречили заявлениям датского руководства и спровоцировали разразившийся в 1995 году в Дании политический скандал, получивший в прессе название «Тулегейт». Фолькетинг поручил Датскому институту международных отношений изучить историю полётов американских бомбардировщиков над Гренландией и роль авиабазы Туле в этих операциях. Двухтомный отчёт института был опубликован 17 января 1995 года и, хотя и подтвердил, что полёты американских бомбардировщиков с ядерным оружием в воздушном пространстве Гренландии совершались регулярно, установил, что американское правительство действовало «добросовестно», а вина лежит главным образом на правительстве Дании и, в частности, на бывшем премьер-министре Хансе Кристиане Хансене. В ходе переписки по вопросам, связанным с базой Туле, в 1957 году американский посол Вал Петерсон (англ. Val Peterson) осведомился, обязана ли американская сторона уведомить правительство Дании в случае размещения ядерного оружия на базе. В совершенно секретном ответном письме, подводившем итог переговоров, Хансен отметил, что, поскольку, как он понимает, американское правительство не видит каких-либо проблем в данном вопросе, Хансен также не нуждается и в комментариях со стороны американского правительства. В 1995 году правительство Дании в докладе парламенту признало, что подобный ответ вполне мог быть расценён как согласие на размещение ядерного оружия на базе Туле.
Кроме того, исследование установило, что, вопреки заверениям министра иностранных дел Нильса Петерсона, ядерное оружие находилось не только в воздушном пространстве Гренландии, но и складировалось непосредственно на авиабазе Туле вплоть до 1965 года. Также отчёт впервые опубликовал детали секретного американского проекта «Ледяной червь», предполагавшего размещение 600 ракет с ядерными зарядами под ледяным щитом Гренландии.

#### Реакция СССР
Советский Союз выразил решительный протест против продолжения полётов американских бомбардировщиков с ядерным оружием на борту над территориями иностранных государств и над мировым океаном. В заявлении советского правительства отмечалась как опасность ядерного заражения, связанная с такими полётами, так и их бессмысленность в связи с развитием ракетного оружия.

### Безопасность ядерного оружия
После катастроф над Паломаресом и Туле, в которых неядерный взрыв привёл к рассеиванию ядерных материалов, исследователи пришли к выводу, что взрывчатое вещество, использованное в конструкции бомб, недостаточно стабильно и не может выдержать условий авиакатастрофы. Также было установлено, что электрические контуры предохранительных устройств недостаточно надёжны, и при пожаре существует опасность короткого замыкания. Эти заключения послужили толчком к началу нового этапа исследовательских и конструкторских работ по повышению безопасности ядерного оружия.
Ливерморская национальная лаборатория разработала так называемый «Тест Сьюзан» (англ. Susan Test) для испытания взрывчатых веществ на устойчивость. Тест заключался в стрельбе специальным снарядом по образцу взрывчатки, помещённому на твёрдую металлическую поверхность. К 1979 году Лос-Аламосская национальная лаборатория разработала новую «низкочувствительную» бризантную взрывчатку для использования в ядерных устройствах. Рэй Киддер, американский физик и конструктор ядерного оружия, утверждал, что, если во время катастроф в Паломаресе и Туле бомбы были бы оснащены новой взрывчаткой, взрывов бы не произошло.

## Требования компенсаций ликвидаторам последствий катастрофы

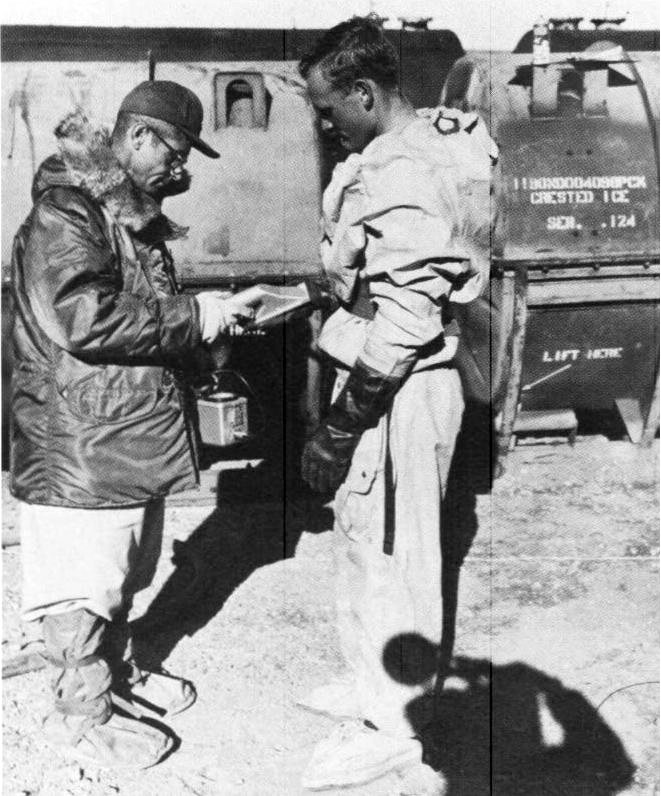
Радиометрический контроль во время операции «Крестед Айс»

Датские работники неоднократно требовали материальных компенсаций, утверждая, что участие в ликвидации последствий катастрофы оказало долговременное негативное влияние на состояние их здоровья. Датчане не принимали непосредственного участия в работах в «лагере Ханцикера», но участвовали, совместно с американцами, в поисках заражённых обломков, присутствовали на «танковой ферме», в порту, где осуществлялась погрузка заражённых материалов на суда, а также обслуживали технику, использовавшуюся в очистных работах на месте аварии.
В 1987 году около двухсот датских сотрудников подали иск против правительства США. Иск не увенчался успехом, но в результате разбирательств были рассекречены сотни документов, относящихся к инциденту. Из документов выяснилось, что после окончания работ мониторинг американского персонала не производился, хотя вероятность того, что американские участники проекта подвергались воздействию радиации, была значительно выше, и руководство проекта «Крестед Айс» неоднократно заявляло о необходимости такого мониторинга. Регулярные наблюдения за состоянием здоровья американских ликвидаторов начались только после публикации документов.
В 1995 году датский премьер-министр Поуль Шлютер распорядился провести радиологическое обследование оставшихся в живых на тот момент участников ликвидации последствий. Исследование, проведённое датским Институтом клинической эпидемиологии, установило, что уровень смертности от онкологических заболеваний среди принимавших участие в работах по ликвидации последствий аварии на 40 % выше, чем у тех, кто посещал базу Туле в период до и после этих работ, и на 50 % выше, чем в среднем по населению, однако не установил прямой связи уровня заболеваемости с радиацией. В 1997 году примерно 1700 датских участников работ получили компенсацию в размере 50 000 крон от датского правительства.
Поскольку мониторинг состояния здоровья датских участников ликвидации так и не начался, даже несмотря на решение Европейского суда, принятое в 2000 году, и постановление Европарламента, принятое в мае 2007 года, «Ассоциация бывших работников Туле» обратилась в европейские судебные инстанции. В 2004 году на сессии Европарламента было отмечено, что, поскольку Дания присоединилась к Европейскому сообществу по атомной энергии только в 1973 году, обязательства, связанные с членством в этой организации, не имеют обратной силы и, следовательно, не распространяются на инцидент в Туле, поэтому какие-либо шаги в решении проблем участников ликвидации последствий аварии могут быть предприняты только на национальном уровне.

## Расследование Би-би-си. Сообщения об исчезнувшей бомбе
В ноябре 2008 года Гордон Карера, обозреватель Би-би-си по вопросам международной безопасности опубликовал серию статей, посвящённых катастрофе над Туле. В одной из них он высказал предположение, основанное на анализе рассекреченных документов, что, вопреки утверждениям Пентагона, четвёртая атомная бомба могла быть не разрушена, а потеряна в результате катастрофы, и целью подводных работ 1968 года были её поиски. История получила широкое распространение в СМИ различных стран.
Поскольку американское правительство отказалось давать дополнительные пояснения по этому вопросу, министр иностранных дел Дании Пер Стиг Меллер поручил Датскому институту международных отношений провести независимый анализ рассекреченных документов, оказавшихся в распоряжении журналиста. Отчёт был опубликован в 2009 году. Автор, историк Свенд Христиансен, на основе изучения и сопоставления 348 рассекреченных документов пришёл к выводу, что существуют неопровержимые доказательства того, что ни одна из бомб не могла остаться в рабочем или хотя бы более или менее сохранном состоянии, а утверждения об утерянной бомбе лишены фактических оснований. В качестве наиболее вероятной цели подводного поиска учёный считает урановый сердечник второй ступени одной из бомб. Христиансен также отметил, что подобные сообщения появлялись и в датской прессе, начиная с 1987 года.

## Отображение в искусстве
- В 2015 году вышел датский триллер Идеалист (фильм, 2015)[дат.], сюжет которого посвящён катастрофе и политическому расследованию её последствий.